# Sunita Narain
Sunita Narain är en indisk publicist och miljöaktivist och ledare för forskningsinstitutet Centre for Science and Environment (CSE) i New Delhi i Indien.
Narain kom till CSE 1982 där hon tillsammans med institutets grundare Anil Agarwal skrev den uppmärksammade rapporten The State of India’s Environment: A Citizens’ Report. Efter Agarwals död 2002 övertog hon ledningen av CSE och ansvaret för tidskriften Down To Earth.
Narains forskning ligger i gränsskiktet mellan livsmedelsproduktion och miljö där en viktig fråga är hur Indiens livsmedelsförsörjning kan säkerställas utan negativ påverkan på miljön. Hon arbetar också för att minimera användningen av kemikalier i jordbruket och för en Green New Deal.
År 2005 fick CSE och Sunita Narain Stockholm Water Prize och 2009 utsågs hon till en av världens 100 viktigaste intellektuella av tidskriften Foreign Policy.
År 2016 utsågs hon till en av världens 100 mest inflytelserika personer av tidskriften Time och 2019 beskrevs hennes kamp mot klimatförändringar i tidskriftens artikel Meet 15 Women Leading the Fight Against Climate Change.
I dokumentarfilmen Before the flood, med bland andra Leonardo DiCaprio, talar Sunita Narain om hur klimatförändringarna påverkar monsunen i Indien och jordbrukarna.